# Lamin Samateh
Lamin Samateh, gambijski nogometaš, * 26. junij 1992.
Samateh je nekdanji gambijski nogometni reprezentant, ki igra na položaju branilca. Trenutno igra za Jeddah.